# Sint-Genovevakerk (Son en Breugel)
De Sint-Genovevakerk is de Rooms-Katholieke parochiekerk van Breugel, gelegen aan de Sint Genovevastraat 14. Het is een gotisch bouwwerk uit de 15e eeuw en een rijksmonument..
De kerk is genoemd naar Genoveva van Parijs.
De kerk ligt niet ver van de Dommel en wel aan de rechteroever. De kerk is goed bewaard en stamt uit de tweede helft van de 15e eeuw. Omstreeks 1580  werd de constructie van schip en koor vernieuwd, mogelijk na brandstichting. Van 1648 tot 1799 is deze kerk protestants geweest, waarna ze weer - zij het in verwaarloosde staat - aan de katholieken werd teruggegeven. Op 9 november 1800 waaide de 25 meter hoge torenspits eraf en in 1821 werd de huidige, veel lagere, spits aangebracht.
Het bakstenen kerkje heeft een eenbeukig schip en een in 1822 wegens bouwvalligheid gesloopt, doch in 1960 herbouwd, dwarspand. Toen is de gehele kerk gerestaureerd en ook in 1978 vond nog een verbouwing plaats. In 1893 werden drie glas-in-loodramen aangebracht.

## Inventaris
Het koor is overdekt met een netgewelf op kraagsteentjes met gebeeldhouwde menselijke figuurtjes en loofwerk.
In het torenportaal staan twee zerken met wapens, een uit 1558 (voor Lambertus Aertsz van Culenborch en zijn vrouw Elysabeth) en een uit 1569 (voor Jenneken Aelbert Lambertsdr).
In de kerk is een relikwie van Sint-Genoveva aanwezig en zijn er diverse afbeeldingen van haar te vinden. De oudste stammen uit het eind van de 19e eeuw. Volgens de overlevering heeft Genoveva enige tijd in Breugel gewoond. Er is ook een Genovevaput geweest aan het water, waarvan diverse wonderen werden toegeschreven. Deze put is in de 17e eeuw gedempt.
Achter de kerk bevindt zich een Heilig Hartbeeld. Hier is tevens een begraafplaats met calvarieberg.

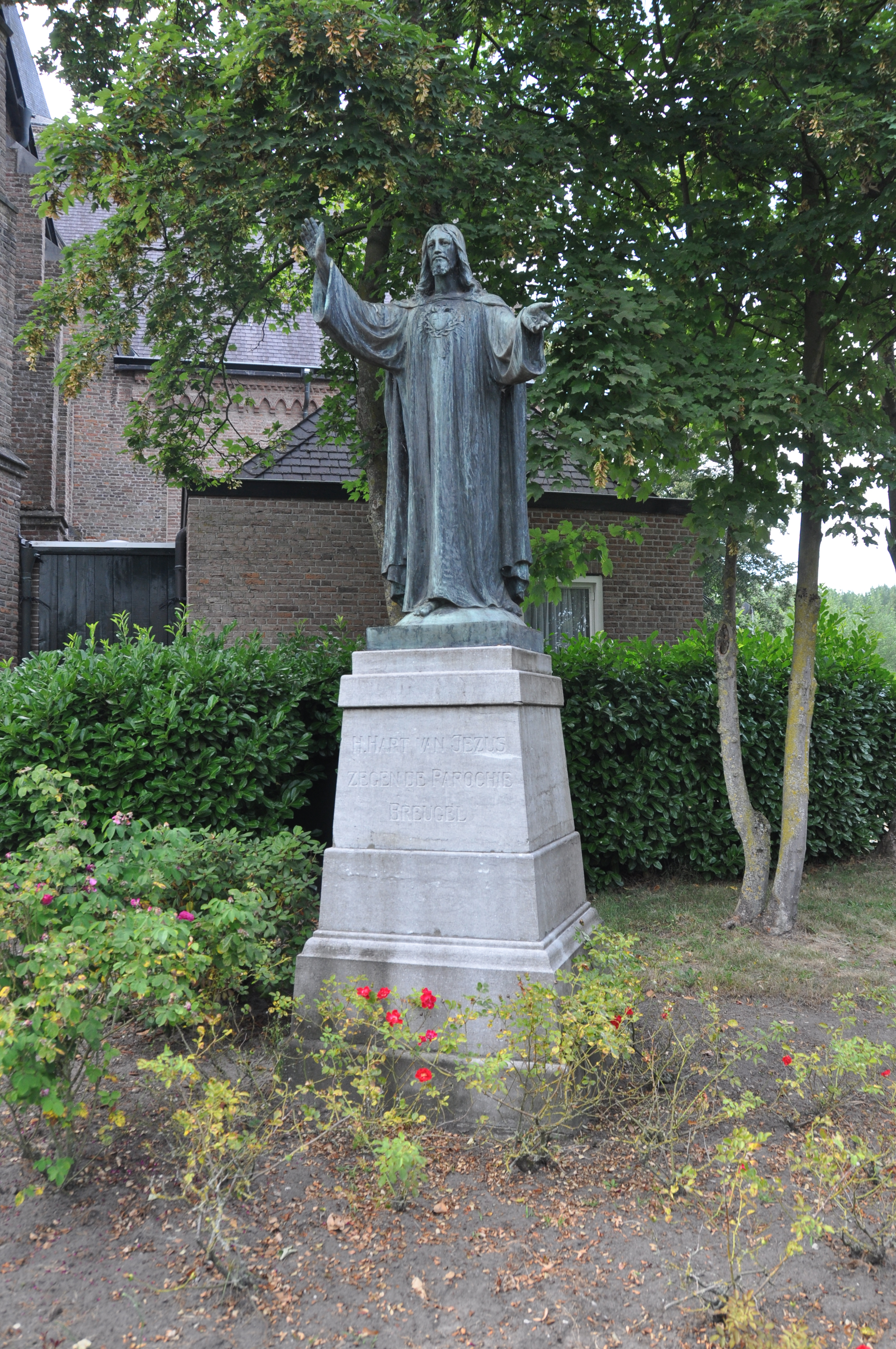
Heilig Hartbeeld
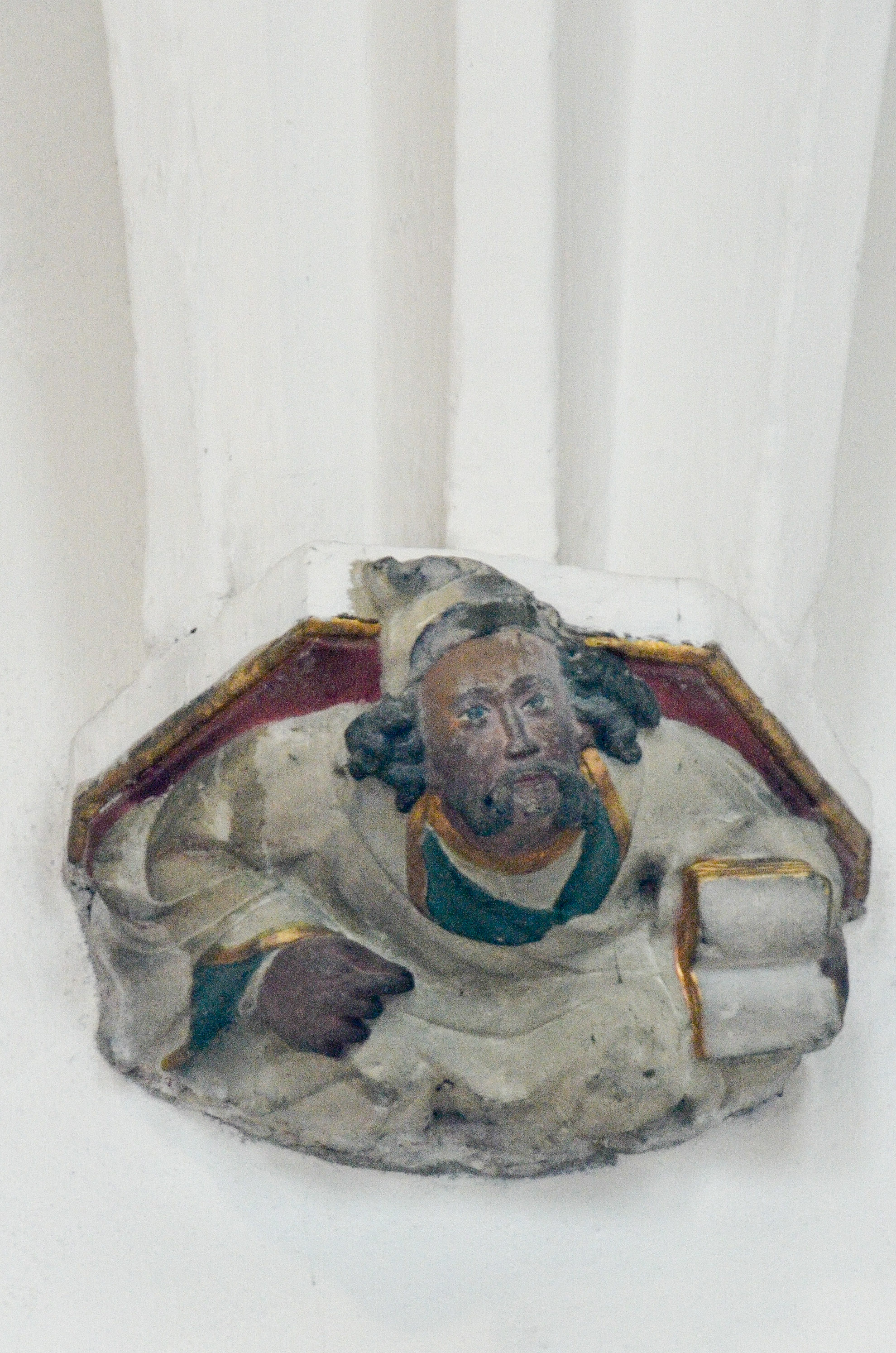
Kraagsteen
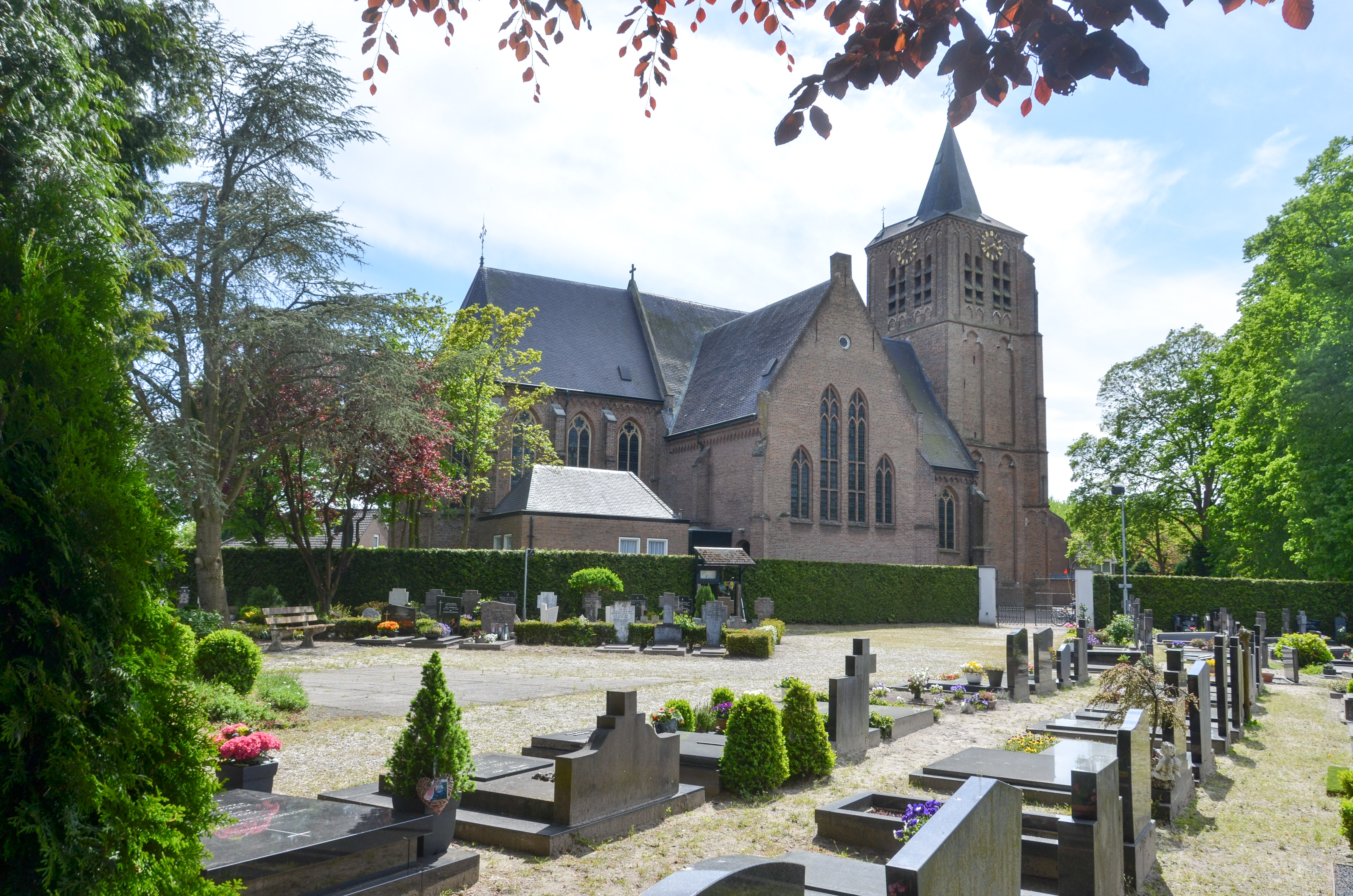
Kerkhof
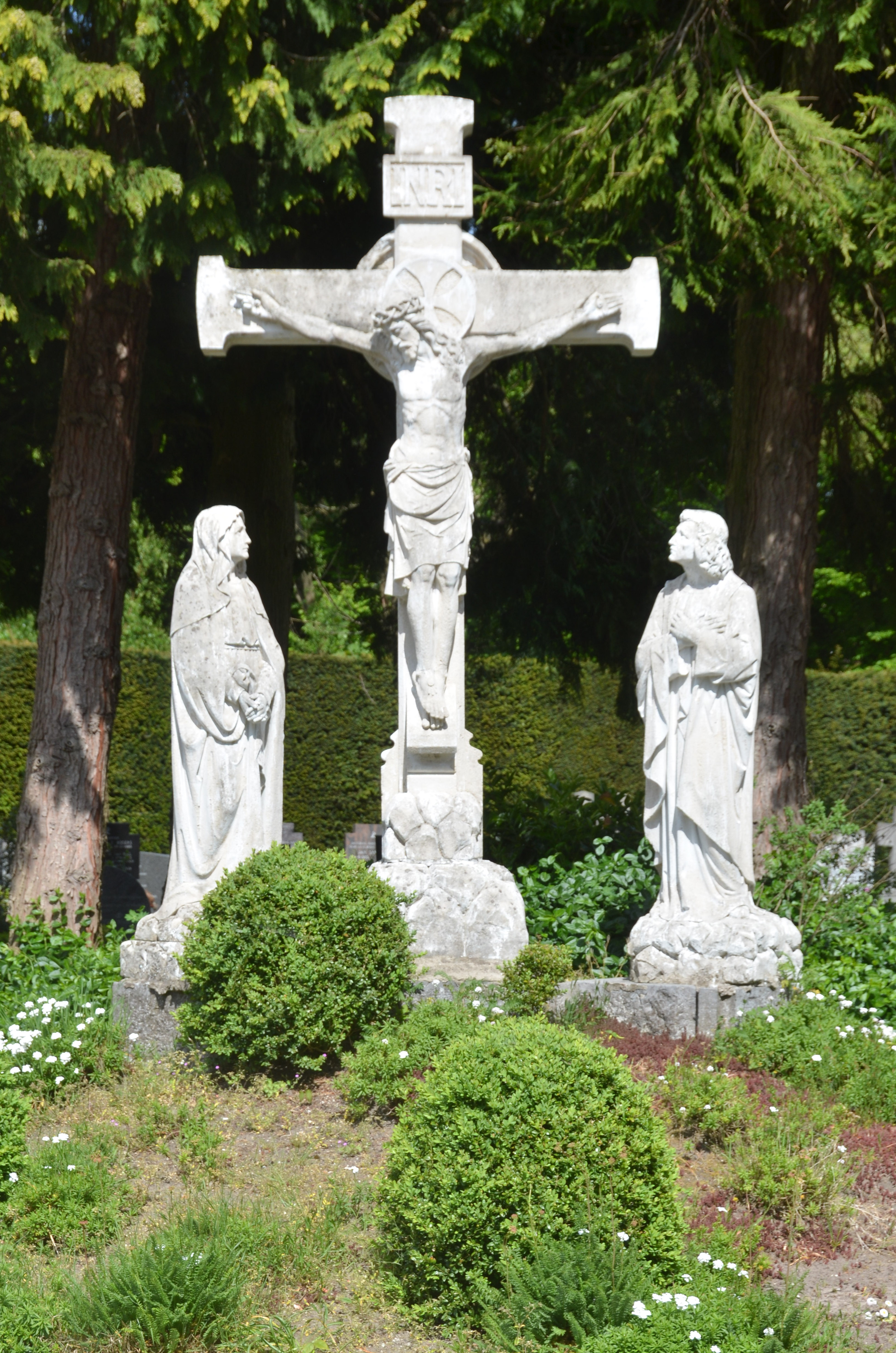
Calvarieberg

Op 2 april 2018 (Tweede Paasdag) is in de kerk een nieuw sacramentsaltaar ingezegend. Het was afkomstig uit de Heilig Hartkerk in Boxtel. Ook is een ander doopvont geplaatst (uit Sint-Oedenrode).

## Glas-in-loodvensters
Naast vensters van blank glas heeft de kerk drie glas-in-loodvensters met voorstellingen van Sint Genoveva, gemaakt door firma Stalins & Janssens te Antwerpen naar ontwerp van L.C. Hezenmans uit 's-Hertogenbosch. 
Ze zijn geplaatst in 1893 in het priesterkoor.
De kosten waren 1800 gulden voor de ramen en 420 gulden voor het plaatsen.

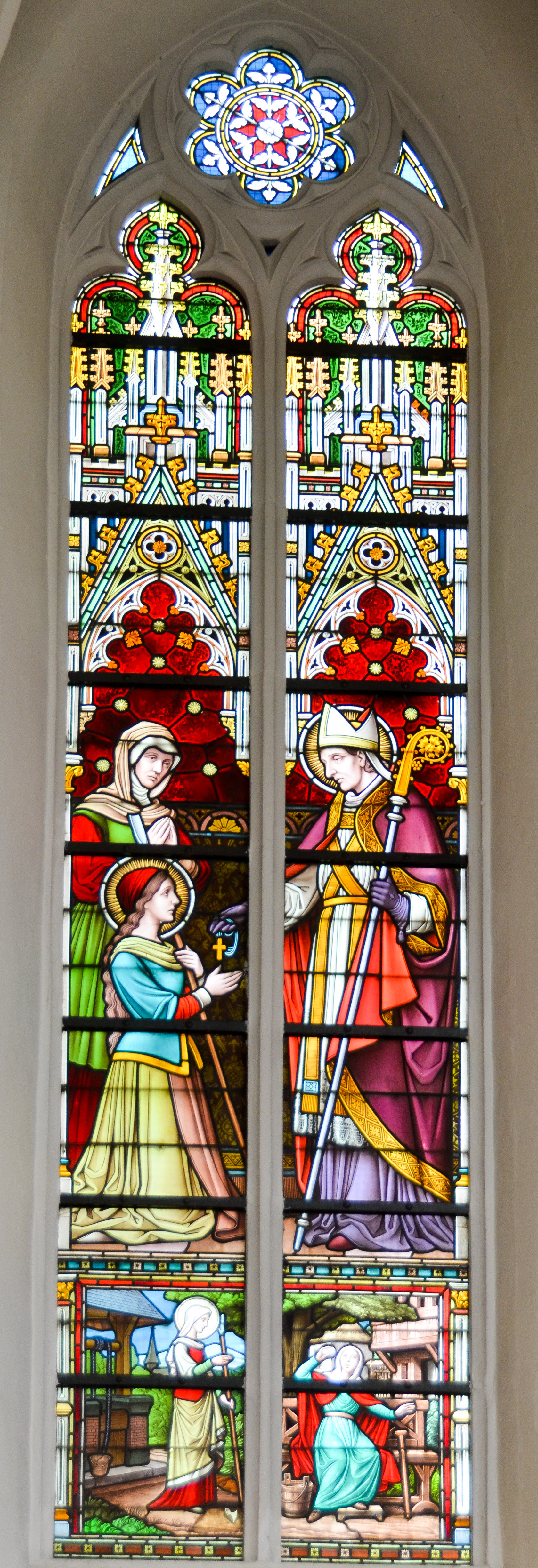
Genovevakerk, Breugel, linker glas-in-loodvenster, waarop Genoveva van bisschop Germain een kruis krijgt dat ze om haar hals moet dragen. Onderaan: Genoveva en haar moeder Gerontia.
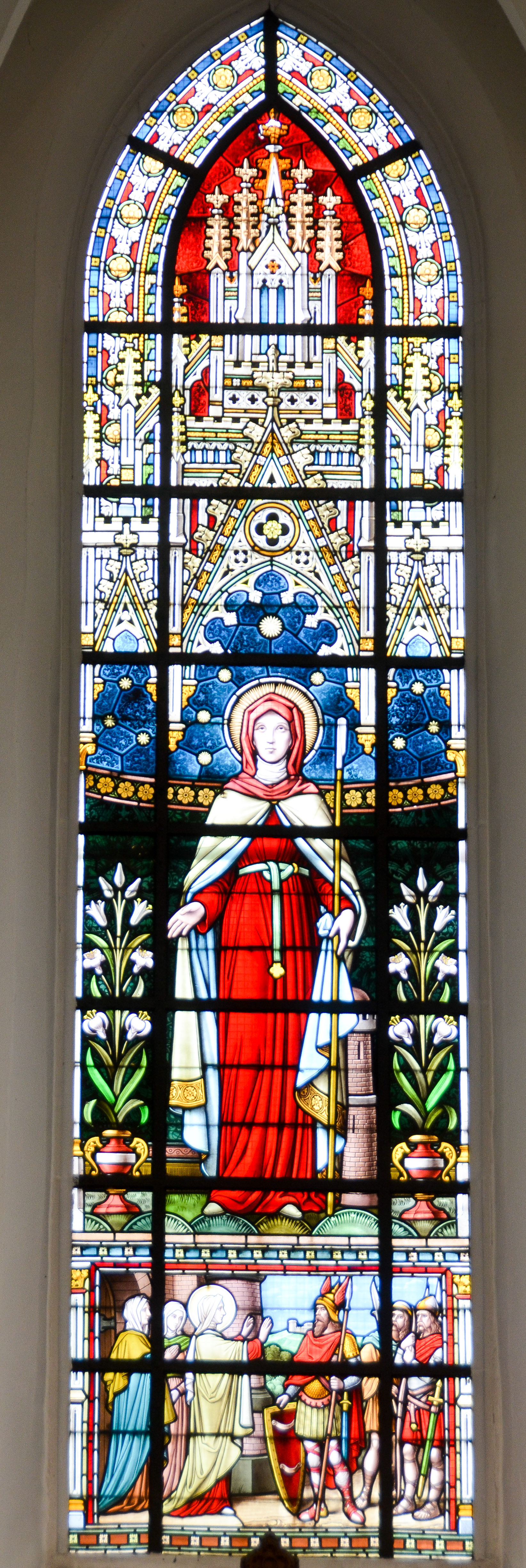
Genovevakerk, Breugel, middelste glas-in-loodvenster: Genoveva met een toren (zinnebeeld van sterkte en reinheid). Onderaan: Genoveva en Attila de Hun
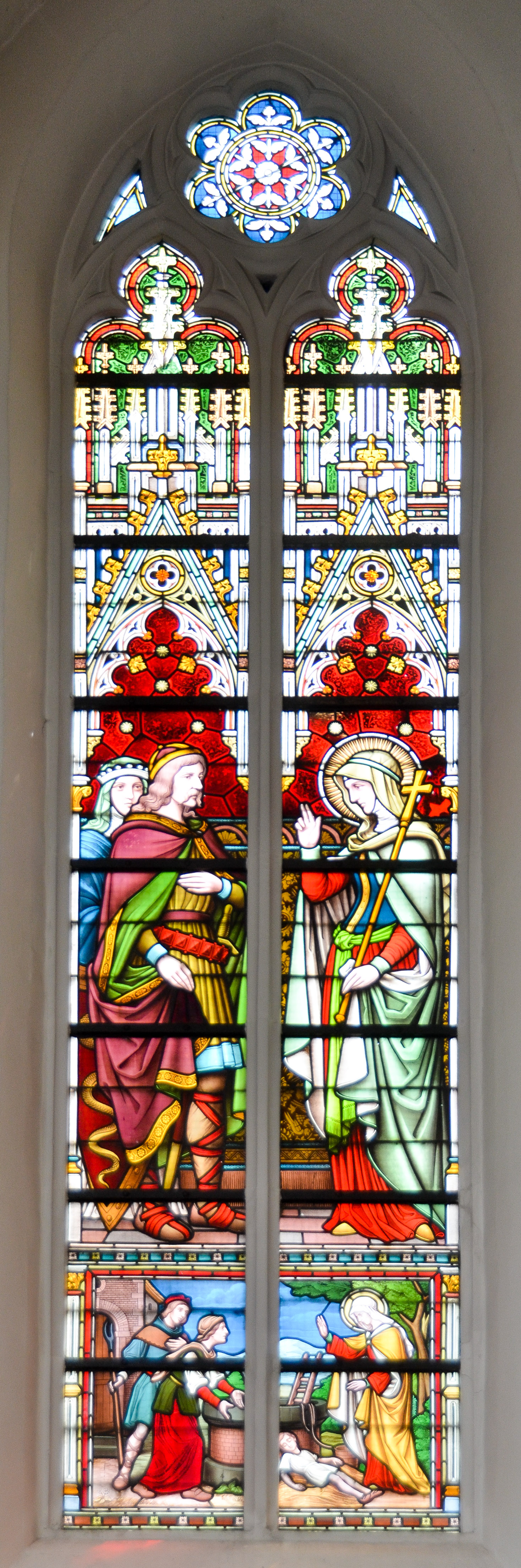
Genovevakerk, Breugel, rechter glas-in-loodvenster: Genoveva met Clovis I en diens vrouw Clothilde. Onderaan: Genoveva wekt een kind tot leven nadat het in een put is verdronken.

## Kerkklokken
In 1950 zijn de twee huidige klokken geplaatst:
- S. Maria, gewicht 325 kg, diameter 82 cm.
- S. Genoveva, gewicht 600 kg, diameter 98 cm.

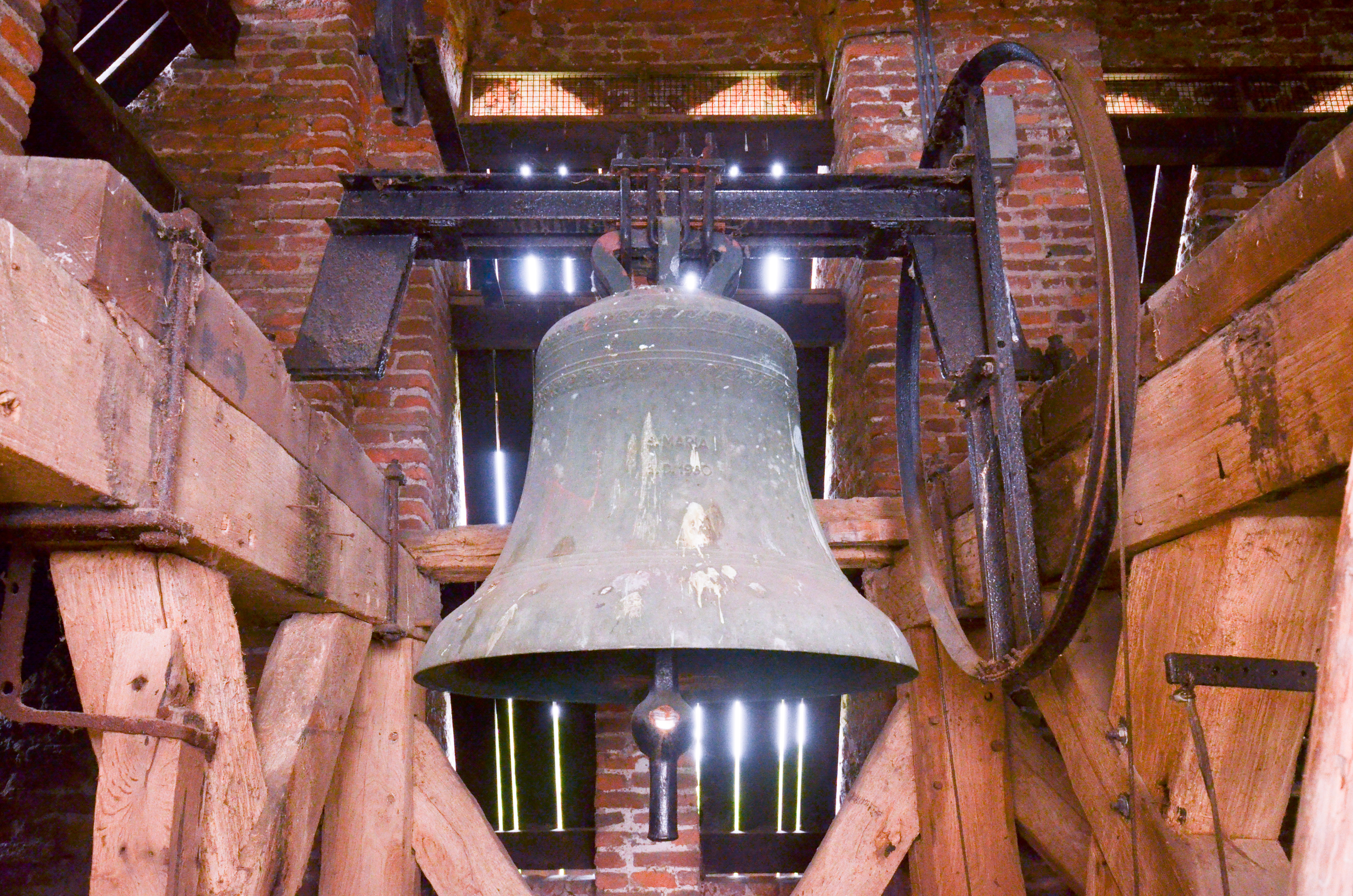
S. Maria
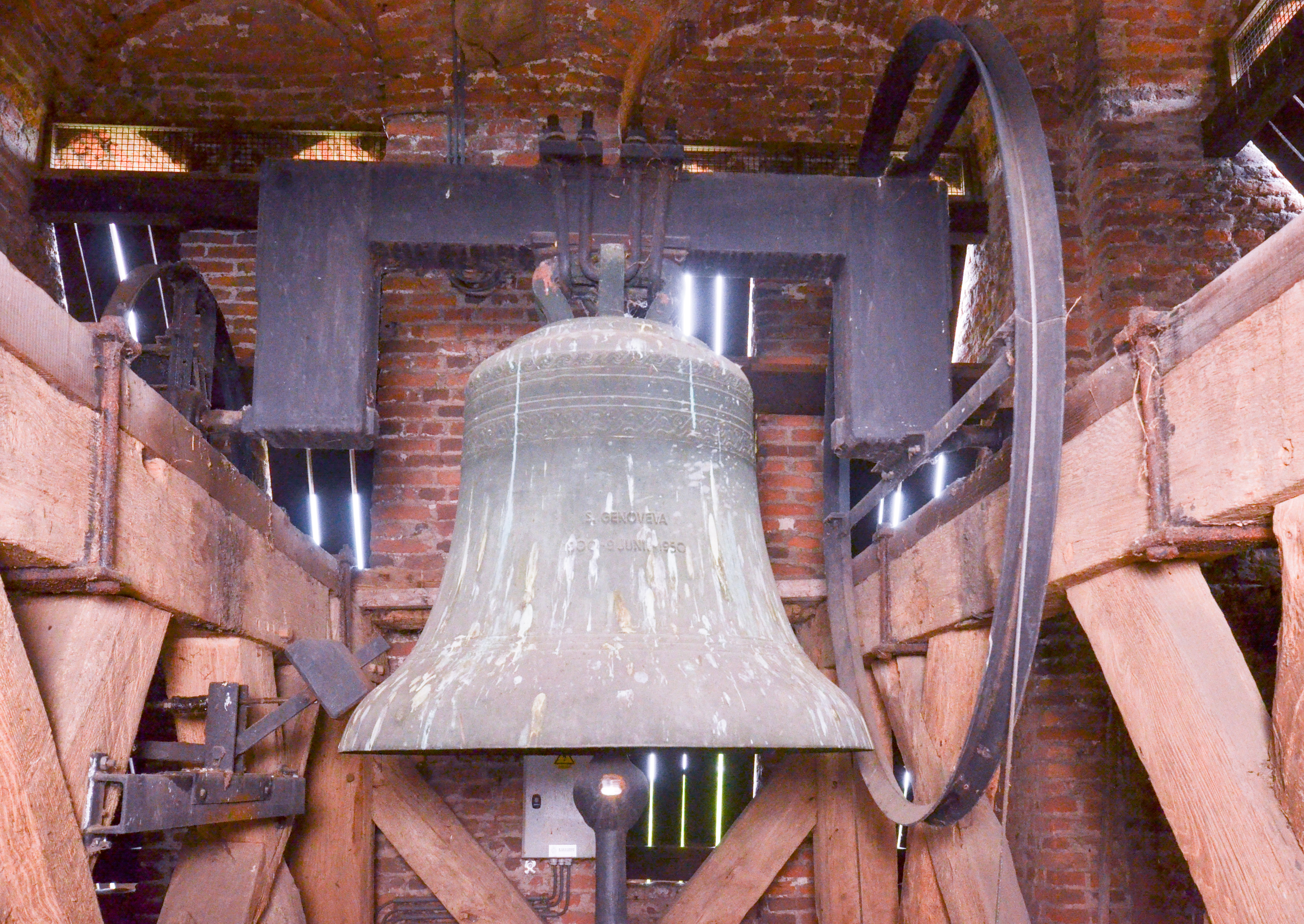
S. Genoveva

In 1942, tijdens de Tweede Wereldoorlog, zijn de toen aanwezige klokken geroofd door de Duitse bezetter:
- Salvator, gewicht 250 kg, diameter 57 cm, gemaakt door Jasper Moer in 1529
- Een grotere klok, gewicht 670 kg, diameter 103 cm, gemaakt door Mexius Petit in 1756

De klok Salvator werd in 1945 teruggevonden en teruggehangen, maar bleek gescheurd te zijn.

## Vollebregtorgel
Het pijporgel stamt uit 1854 en is gebouwd door Johannes Vollebregt uit 's-Hertogenbosch. Het orgel heeft een hoofdwerk en een onderpositief en is voorzien van sierlijk houtsnijwerk. In 2007 werd het orgel gerestaureerd door firma Verschueren en verbeterden de speelaard en intonatie.
De dispositie van het Vollebregtorgel:
| Hoofdwerk C-f ”’ | Onderpositief C-f ”’   | Pedaal C-c’ |
| ---------------- | ---------------------- | ----------- |
| Prestant 8′      | Prestant 4′            | Aangehangen |
| Bourdon 16′      | Gedekt 8′              |             |
| Holpijp 8′       | Viola da Gamba 8′      |             |
| Octaaf 4′        | Roerfluit 4′           |             |
| Gemshoorn 4′     | Nachthoorn 2′          |             |
| Superoctaaf 2′   | Basson/Hautbois 8′ B/D |             |
| Mixtuur III 2′   |                        |             |
| Trompet 8′ B/D   |                        |             |

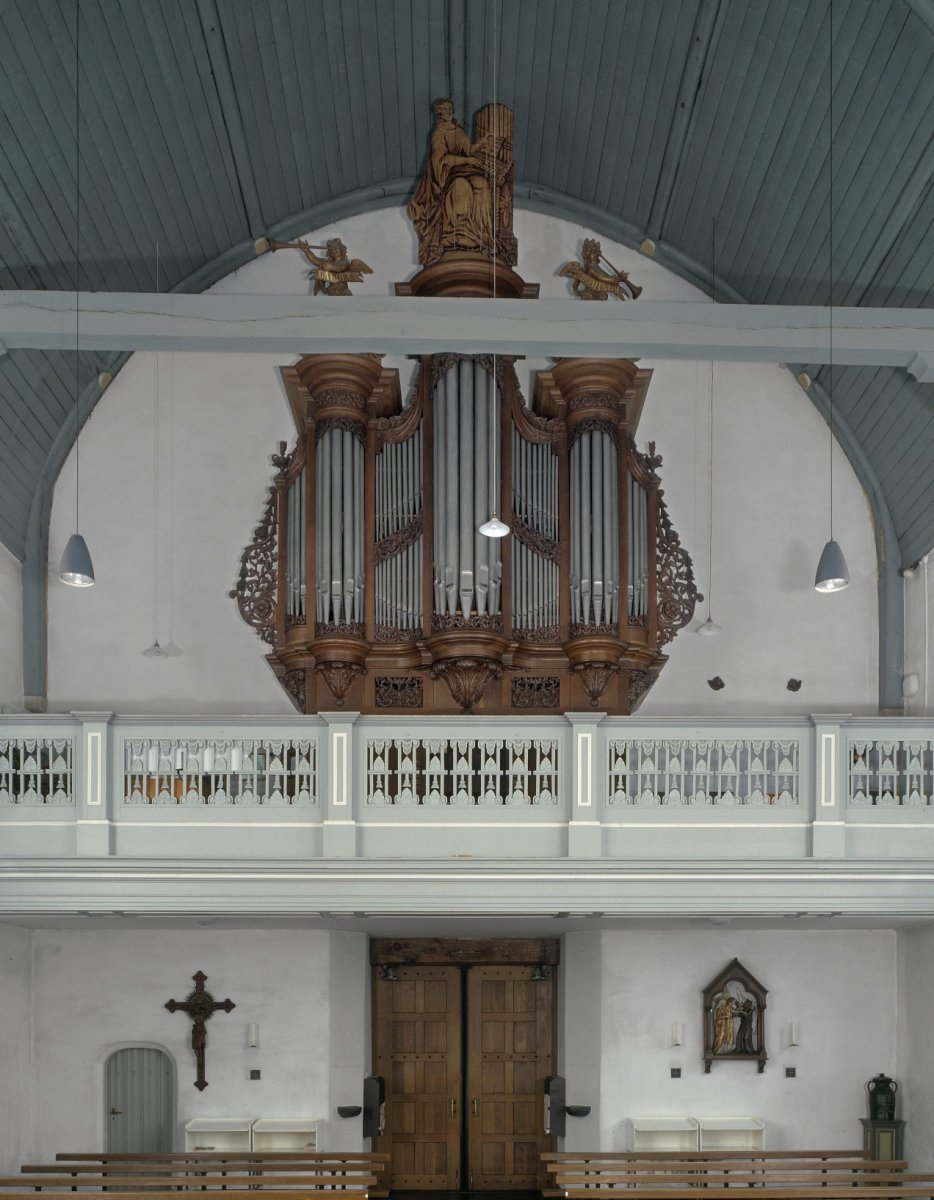
Aanzicht Vollebregtorgel uit 1854
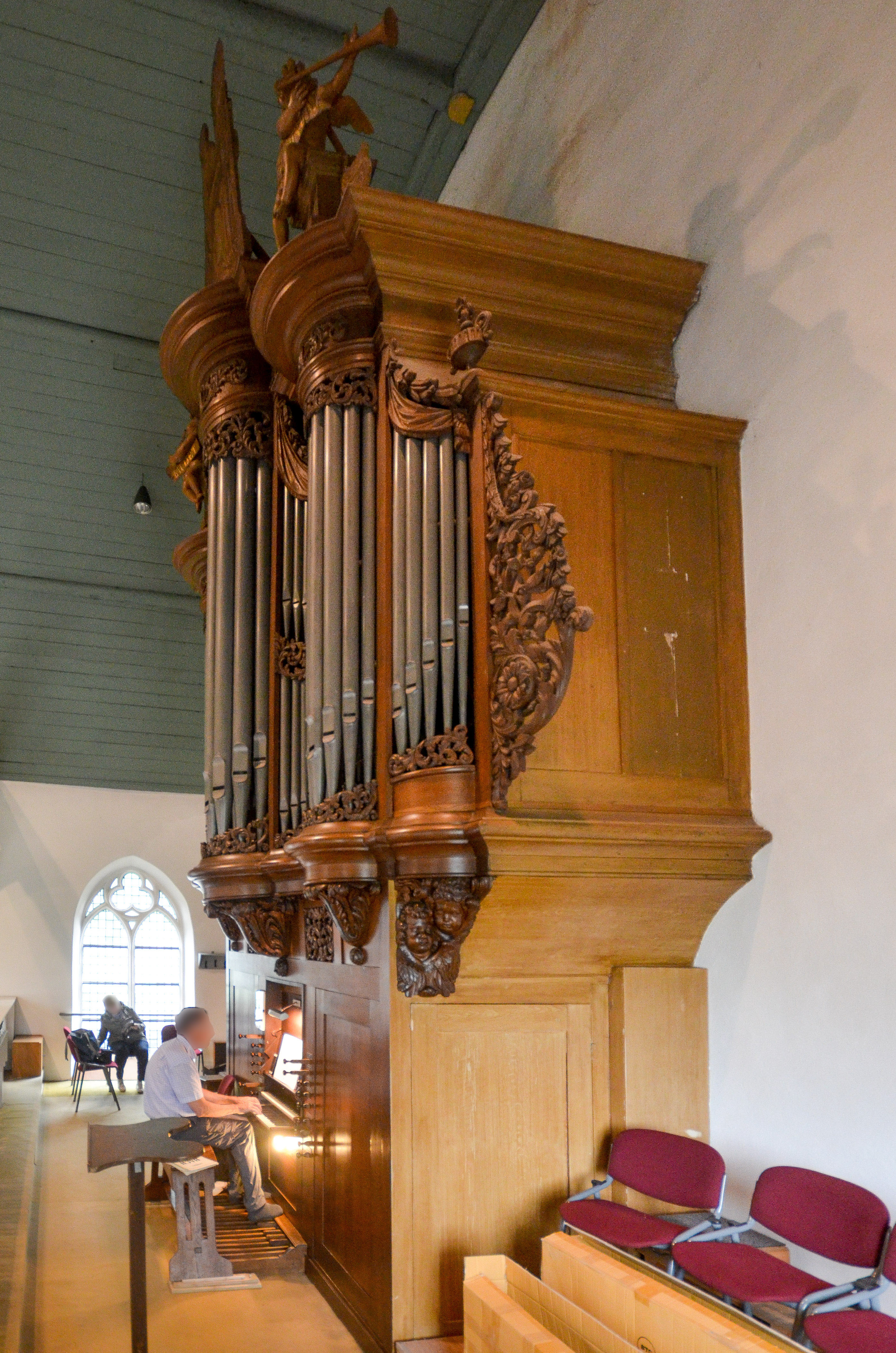
Het orgel in gebruik
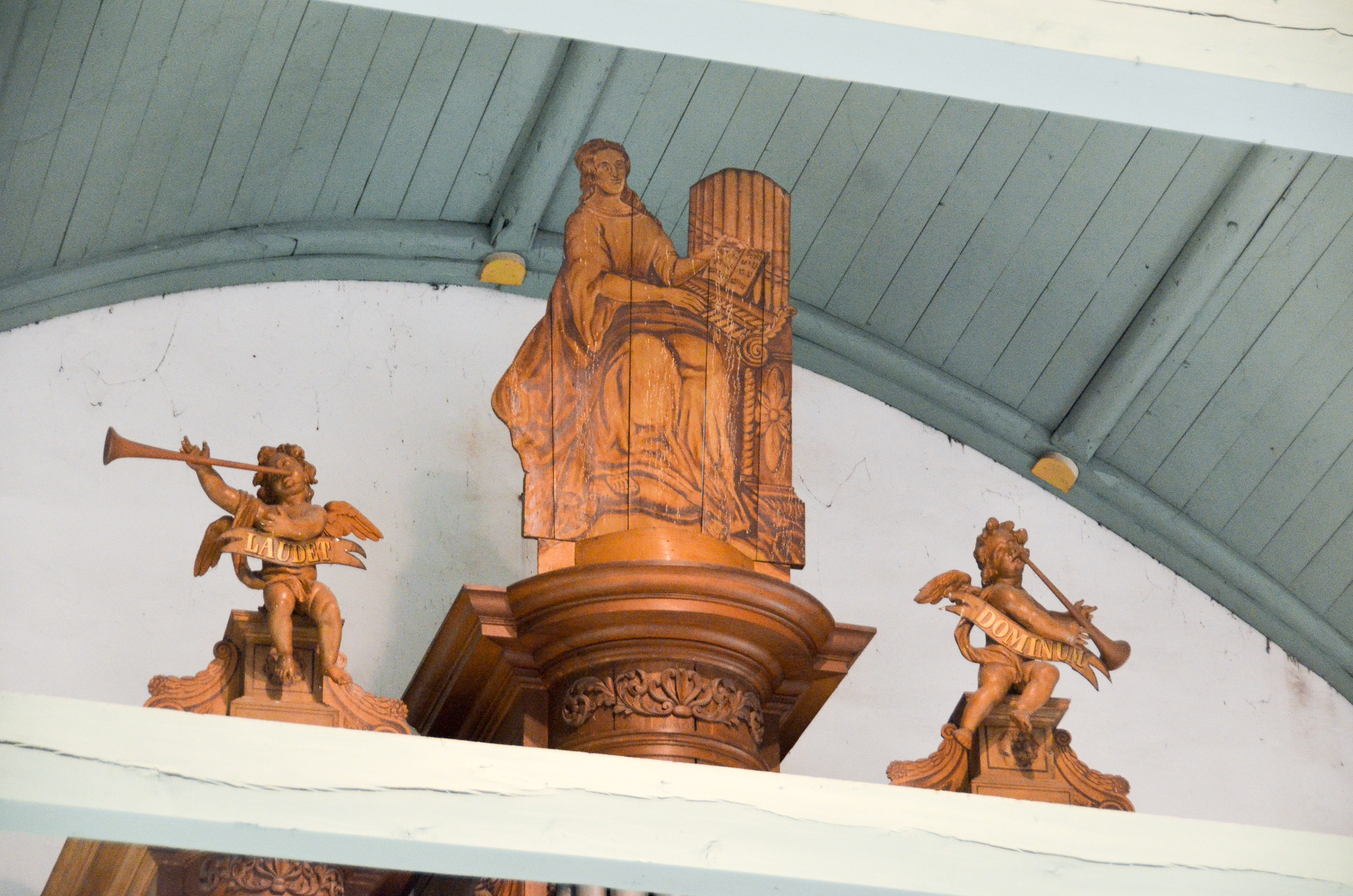
Houtsnijwerk bovenop